# Peltophorum dasyrachis
Espèce
Statut de conservation UICN

 LC  : Préoccupation mineure
Peltophorum dasyrachis est une espèce de plantes à fleurs de la famille des Fabaceae.

## Publication originale
- The Flora of British India 2(5): 257. 1878.